# Agrotera glycyphanes
Agrotera glycyphanes là một loài bướm đêm trong họ Crambidae.